# Futebol na Rússia
O futebol é um dos esportes mais populares na Rússia. Quando a URSS foi dividida em 15 províncias diferentes, o futebol caiu muito de produção. Atualmente, muitos cidadãos russos interessam-se mais pela Seleção Nacional em jogos pela Copa do Mundo, Eurocopa e outros, do que competições que reúnem equipes. As principais competições para equipes existentes no país são o Campeonato Russo de Futebol e a Copa da Rússia. Os clubes mais famosos são Spartak Moscow, Lokomotiv Moscow, CSKA Moscow, Alania Vladikavkaz, Zenit St. Petersburg e Dynamo Moscow.